# La Nigérienne
La Nigérienne è stato l'inno nazionale del Niger dal 1961 al 2023. Il testo è stato scritto da Maurice Albert Thiriet, mentre la musica è di Robert Jacquet e Nicolas Abel François Frionnet.
Il 21 novembre 2019, il presidente della Repubblica Mahamadou Issoufou ha annunciato che ha deciso di cambiare l'inno nazionale. Una commissione presieduta dal primo ministro Brigi Rafini è "incaricata di riflettere sull'inno attuale fornendo correzioni" e "se possibile trovare un nuovo inno che risponda all'attuale contesto del Niger". Creato nel 2018, è composto da diversi membri del governo e una quindicina di "esperti con esperienza in scrittura e composizione musicale".
Per Assamana Malam Issa, ministro del Rinascimento culturale, "Dobbiamo trovare un inno che possa galvanizzare la popolazione, essere per noi una specie di grido di guerra per toccare la nostra fibra patriottica".
L'inno è stato sostituito in data 22 giugno 2023 con "L'Honneur de la Patrie".

## Testo
Lingua francese
Auprès du grand Niger puissant
Qui rend la nature plus belle,
Soyons fiers et reconnaissants
De notre liberté nouvelle!
Evitons les vaines querelles
Afin d'épargner notre sang,
Et que les glorieux accents
De notre race soit sans tutelle!
S'élève dans un même élan
Jusqu'à ce ciel éblouissant,
Où veille son âme éternelle
Qui fera le pays plus grand!
Debout! Niger! Debout!
Que notre œuvre féconde
Rajeunisse le cœur de ce vieux continent!
Et que ce chant s'entende
Aux quatre coins du monde
Comme le cri d'un peuple équitable et vaillant!
Debout! Niger! Debout!
Sur le sol et sur l'onde,
Au son des tam-tams
Dans leur rythme grandissant,
Restons unis toujours,
Et que chacun réponde
À ce noble avenir
Qui nous dit: - En avant !

## Traduzione
Con il gran potente Niger
Che rende la natura più bella,
Dobbiamo essere fieri e riconoscenti
Per la nostra libertà ritrovata!
Evitiamo litigi inutili
Per risparmiarci dallo spargimento di sangue,
E che le voci gloriose
Della nostra razza possa privarsi del dominio!
Alziamoci in un solo canto
Più in alto il cielo si fa abbagliante,
Quando fa la guardia all'anima eterna
Che renderà il paese più grande!
Alzati! Niger! Alzati!
Che le nostre fatiche siano feconde
Ringiovanisci il cuore di questo vecchio continente!
E che la canzone si senta
Nei quattro angoli della Terra
Come il grido di un popolo equo e valoroso!
Alzati! Niger! Alzati!
Sulla terra e sulle onde,
Al suono dei tamburi
Dentro i ritmi che crescono
Restiamo sempre uniti,
E che ognuno risponda
Per questo nobile futuro
Che ci dice: - Andate avanti!